# Pardosa bellona
Pardosa bellona är en spindelart som beskrevs av Banks 1898. Pardosa bellona ingår i släktet Pardosa och familjen vargspindlar. Inga underarter finns listade i Catalogue of Life.